# Essens stadsbana

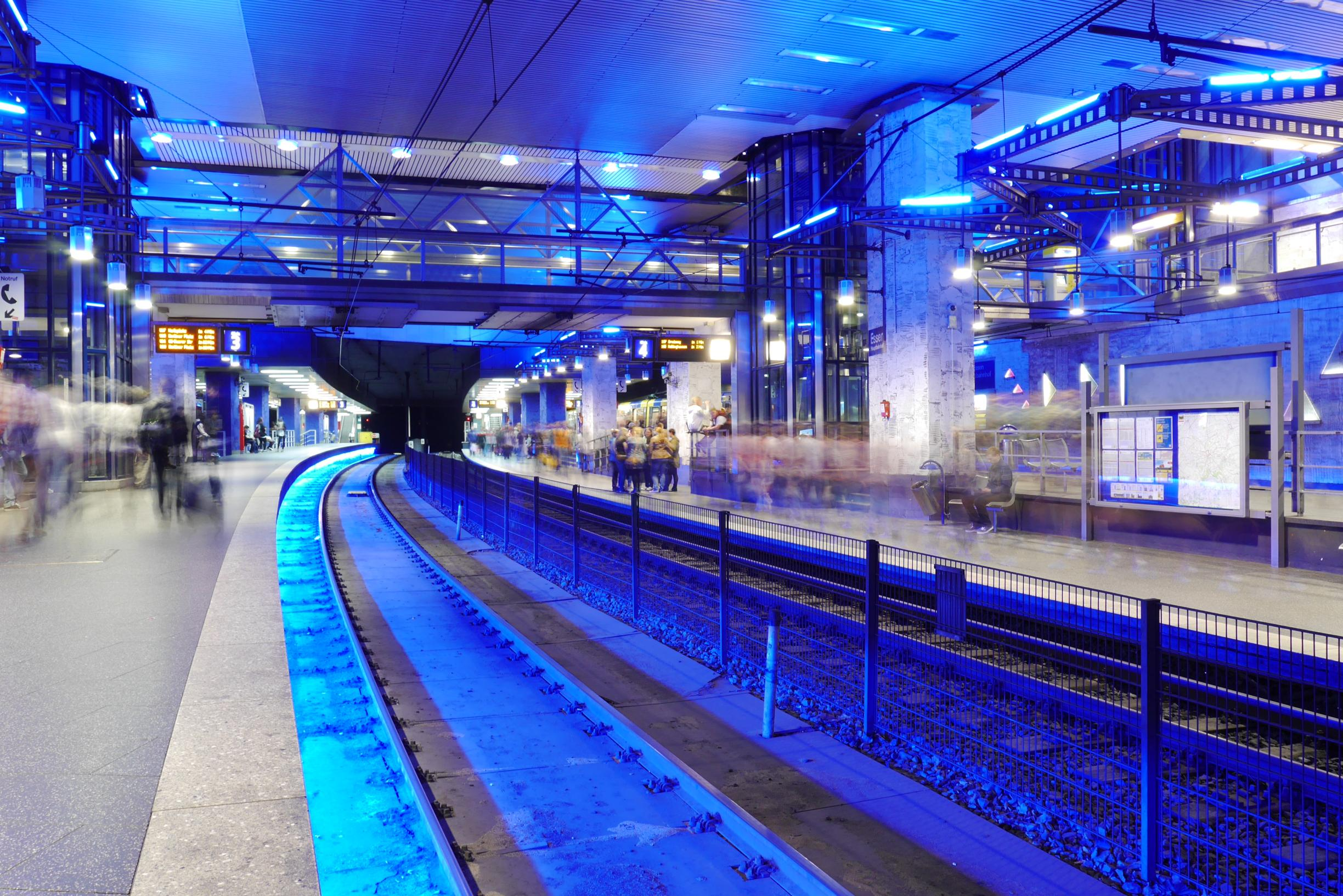
Essen Hauptbahnhof

Essen stadsbana (Stadtbahn Essen) är Essens spårvägssystem som går under och ovan jord. Det binder även samman Essen med grannstäderna Gelsenkirchen och Mülheim an der Ruhr. Det är precis som i Frankfurts tunnelbana en blandning av stadsbana och ren tunnelbana. Två av linjerna kör helt på egen banvall utan att korsa annan trafik.